# MedinTux
Medin'Tux vise à fournir aux membres des professions médicales et paramédicales un logiciel libre de gestion des consultations, des prescriptions et des actes administratifs, tant en milieu libéral qu'hospitalier, écrit pour l'environnement français.

## Fonctionnalités
MedinTux est écrit, initialement, pour les services d'accueil des urgences (SAU) français. Sa souplesse lui permet d'être utilisé par la plupart des spécialités médicales, et paramédicales.
Le logiciel fonctionne en réseau dans un environnement multi-utilisateurs.
Sont gérés actuellement :
- les consultations ;
- la prise des rendez-vous ;
- les prescriptions ;
- les certificats médicaux et courriers automatisés ;
- le suivi statique ou dynamique de variables ;
- les codages CIM 10, CCAM, CCMU et GEMSA ;
- les statistiques ;
- le Vidal Data Semp (commercial) ;
- la récupération d'analyses par FTP ;
- la visualisation en temps réel des constantes ;
- la gestion des documents multimédias : images, etc.
- la reconnaissance automatique des caractères ;
- la saisie facilitée à l'aide de menus hiérarchiques paramétrables ;
- la comptabilité libérale, totalement intégrée à la solution ;
- un langage de macros récursif.

## Infrastructure matérielle
Le logiciel est écrit en C++, avec la bibliothèque Qt, et stocke ses données dans MySQL.
Il existe également une extension MedWebTux, permettant d'accéder à l'ensemble des données à partir d'un simple navigateur, sous réserve d'installer apache et son module PHP sur le serveur.

## Plates-formes
MedinTux fonctionne (tant au niveau serveur qu'au niveau client) sur :
- GNU/Linux + X Window (testé au moins sur Mandriva, Ubuntu et dérivées, SuSE, Xandros eeePC)
- Microsoft Windows
- Mac OS X
- Les autres plates-formes Unix (*BSD, etc.) n'ont pas été testées, mais le portage devrait se réduire à une simple recompilation.

La compatibilité est assurée au niveau du code source.

## Récompenses
- Vainqueur des Trophées du libre en 2005, catégorie gestion d'entreprise[2].
- nommé aux Lutèce d'Or 2007